# Старостін Петро Іванович
Петро Іванович Старостін (1883, місто Санкт-Петербург — вбитий 3 квітня 1918, пароплав «Афон») — радянський діяч, голова виконавчого комітету Одеської обласної ради.

## Життєпис
Робітник.
Член РСДРП(б) з 1905 року.
Перебував на підпільній революційній роботі. Був заарештований та перебував на каторжних роботах в Іркутській губернії.
З квітня 1917 року — член Одеського комітету РСДРП(б), голова профспілки «Металіст» в Одесі. Брав участь у створенні Червоної гвардії Одеси, організовував профспілки металістів, шкіряників та моряків. Керував більшовицькою фракцією Ради робітничих депутатів Одеси.
Делегат 2-го Всеросійського з'їзду рад. Брав участь у жовтневому перевороті 1917 року в Петрограді.
У грудні 1917 — січні 1918 року — член Центрального виконавчого комітету Румунського фронту, Чорноморського флоту і Одеського військового округу. Один із організаторів і керівників Одеського збройного виступу більшовиків у січні 1918 року.
18(31) січня — 28 лютого 1918 року — народний комісар праці і промисловості Одеської Радянської Республіки.
15 лютого — 28 лютого 1918 року — голова Ради народних комісарів Одеської Радянської Республіки.
28 лютого — 13 березня 1918 року — голова виконавчого комітету Одеської обласної ради. Керував евакуацією Одеси в зв'язку з наступом німецько-австрійських військ у 1918 році.
Вбитий 3 квітня 1918 року анархістом на пароплаві «Афон» під час об'їзду портів Чорного і Азовського морів.